# Anthony Daniels
Anthony Daniels (Salisbury, Inglaterra, 21 de febrero de 1946) es un actor británico, conocido por su papel como el androide C-3PO en la saga de Star Wars de películas realizadas entre 1977 y 2019.

## Biografía

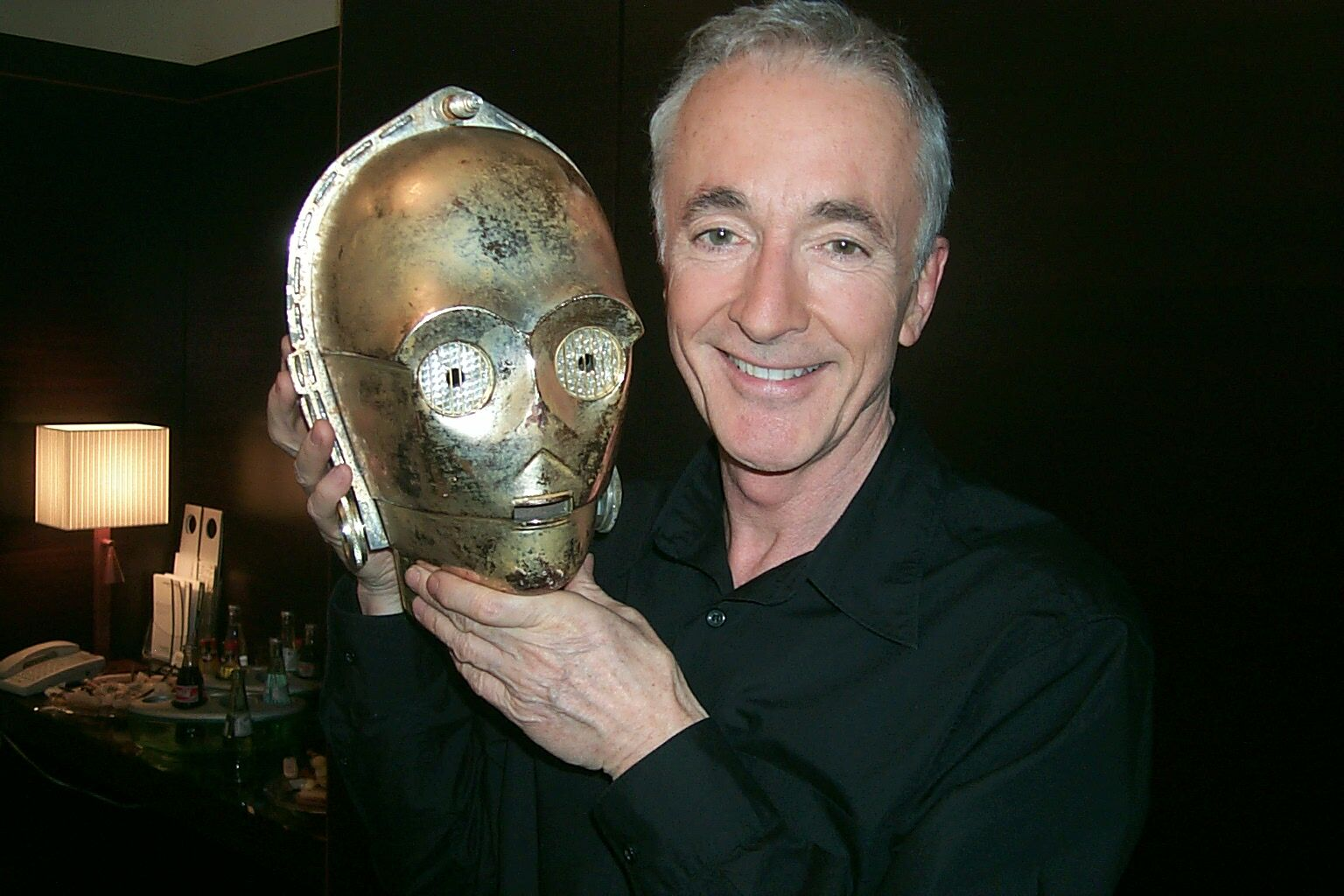
Anthony Daniels, actor que interpreta a C-3PO en las películas.

Se dedicó a la interpretación y el teatro en Inglaterra. Se especializó en obras shakesperianas, de lo que estaba particularmente orgulloso. No tuvo ningún trabajo realmente importante hasta que hizo un casting para una película de ciencia ficción, en la cual el director George Lucas le ofreció el papel de un robot. Daniels rechazó el papel categóricamente, pero conforme fue leyendo el guion, descubrió que era un personaje idóneo y pensaba que él podría darle mucha más vida. Así, Anthony Daniels descubrió el papel de su vida, el del androide C-3PO en Star Wars: Episodio IV - Una nueva esperanza en 1977. Repitió el papel en 1980 con Star Wars: Episodio V - El Imperio contraataca y en 1983 con Star Wars: Episodio VI - El Retorno del Jedi. 
También puso la voz al personaje de Legolas en la versión de El Señor de los Anillos (película de 1978) de Ralph Bakshi.
Desde entonces, Daniels ha acudido a las convenciones de fanes de Star Wars, e incluso interpretó a C-3PO en la versión para radio de la saga. También ha puesto voz a su personaje en las series animadas "Droids", "Star Wars: The Clone Wars" (ambas versiones) y en videojuegos. Tuvo algún pequeño papel secundario en series de TV y en alguna película. George Lucas volvió a llamar al actor para que interpretase al androide en Star Wars: Episodio I - La amenaza fantasma en 1999, para lo cual el actor estaba encantado, y sus 2 secuelas Star Wars: Episodio II - El ataque de los clones y Star Wars: Episodio III - La venganza de los Sith. Además en el Episodio I también interpretó al androide de protocolo TC-14.
Es el único actor que ha aparecido en todas las películas de la saga creada por George Lucas.

## Filmografía
- Star Wars: Episodio IV - Una nueva esperanza (1977)
- Bruges-La-Morte (1978)
- El Señor de los Anillos (1978)
- Star Wars: Episodio V - El Imperio contraataca (1980)
- Star Wars: Episode VI - Return of the Jedi (1983)
- Yo Compre una Moto Vampiro (1990) : Sacerdote
- Star Wars: Episodio I - La amenaza fantasma (1999)
- Star Wars: Episodio II - El ataque de los clones (2002)
- Star Wars: Episodio III - La venganza de los Sith (2005)
- Star Wars: The Clone Wars (2008)
- Star Wars: Episodio VII - El despertar de la Fuerza (2015)
- Rogue One: una historia de Star Wars (2016)
- Star Wars: Episodio VIII - Los últimos Jedi (2017)
- Star Wars: Episodio IX - El ascenso de Skywalker (2019)

Series de televisión
- Droids (1985-1986)
- Star Wars: The Clone Wars (serie de televisión de 2003)
- Star Wars: The Clone Wars (2008-2013)
- Star Wars: Ahsoka 1x07 (serie de televisión 2023)